# HD 218639
HD 218639，又名BD-15 6360，SAO 165522、HR 8816，是一颗恒星，视星等为6.42，位于銀經55.87，銀緯-63.19，其B1900.0坐标为赤經23h 4m 33.9s，赤緯-15° -63.19′ 9″。